# ديفيد إل. غان
ديفيد إل. غان (بالإنجليزية: David L. Gunn)‏ هو شخصية أعمال أمريكي، ولد في 21 يونيو 1937 في بوسطن في الولايات المتحدة.